# Землетрясения на Фиджи (2010)
Землетрясение магнитудой 6,4 произошло 30 июня 2010 года в 04:31:02 (UTC) к югу от Фиджи, в 576,2 км к югу от Сува. Гипоцентр землетрясения располагался на глубине 581,4 километров.
В результате землетрясения сообщений о жертвах и разрушениях не поступало, тем не менее, согласно критериям Геологической службы США землетрясение относится к категории значительных.

## Повторные землетрясения
| - Карта сейсмической активности 7 сентября 2010 года - Карта сейсмической активности 28 декабря 2010 года |

Повторное землетрясение, магнитудой 6,3 произошло 7 сентября 2010 года в 16:13:32 (UTC) к северу от Фиджи, в 154,9 км к востоку-северо-востоку от города Ламбаса. Гипоцентр землетрясения располагался на глубине 9,0 километров.
Подземные толчки ощущались в Савусаву и Ламбаса. В результате землетрясения сообщений о жертвах и разрушениях не поступало.
28 декабря 2010 года в 08:34:17 UTC к югу от Фиджи, в том же регионе, где произошло июньское землетрясение, произошло землетрясение магнитудой 6,3, также отнесённое к категории значительных по версии USGS. Гипоцентр находился на глубине 551,0 км, эпицентр — в 534,7 км к западу-юго-западу от Тонгатапу (Тонга). Сообщений о жертвах и разрушениях не поступало.

## Тектонические условия региона
Восточная окраина австралийской плиты является одной из наиболее сейсмически активных областей мира из-за высокой интенсивности взаимодействия австралийской и тихоокеанской плит. В районе Новой Зеландии граница между австралийской и тихоокеанской плитами имеет протяжённость около 3000 км и проходит от юга острова Маккуори до южной цепи островов Кермадек. Она включает в себя жёлоб Маккуори, две противоположные зоны субдукции (Жёлоб Пюисегур и Жёлоб Хикуранги) и транспрессивный континентальный трансформный Альпийский разлом, проходящий через Южный остров в Новой Зеландии.
С 1900 года около Новой Зеландии было зарегистрировано 15 землетрясений с магнитудой 7,5+. Девять из них, а также четыре самых крупных, произошли вдоль или около жёлоба Маккуори, включая землетрясение магнитудой 8,2, произошедшее в 1989 году в самом жёлобе и землетрясение магнитудой 8,1 в 2004 году в 200 км к западу от границы плит. Крупнейшим зарегистрированным землетрясением в Новой Зеландии было землетрясение в Хокс Бэй в 1931 году, в результате которого погибло 256 человек. Последнее землетрясение магнитудой 7,5+ вдоль Альпийского разлома было 170 лет назад. Исследования накопления деформаций разломов показывают, что подобные события могут произойти снова.
К северу от Новой Зеландии граница между Австралией и Тихим океаном проходит к востоку от Тонга и Фиджи и заканчивается в 250 км к югу от Самоа. На протяжении около 2200 км разлом является приблизительно линейным и включает в себя два сегмента, где старая (> 120 млн лет) тихоокеанская плита быстро уходит на запад (Кермадек и Тонга). В северном конце жёлоба Тонга граница резко изгибается к западу и идёт вдоль сегмента длиной 700 км от разломно-нормальной субдукции до наклонной субдукции, а затем до левой боковой трансформной структуры.
Скорость конвергенции между Австралийской и Тихоокеанской плитами составляет от 60 мм/год в южном жёлобе Кермадек до 90 мм/год в северном жёлобе Тонга. Скорость расширения в котловине Лау, к западу от жёлоба Кермадек, увеличивается к северу от 8 до 20 мм/год. Южная оконечность этого жёлоба распространяется на Северный остров Новой Зеландии, разделяя его на части. В южной части котловины Лау, к западу от жёлоба Тонга, скорость расширения увеличивается к северу с 60 до 90 мм/год, а в северной части бассейна Лау многочисленные центры расширения приводят к скорости расширения до 160 мм/год. Общая скорость субдукции Тихоокеанской плиты увеличивается на север вдоль жёлоба Кермадек с 70 до 100 мм/год и вдоль жёлоба Тонга с 150 до 240 мм/год.
В зоне субдукции Кермадек—Тонга возникает много сильных землетрясений на границе между подлежащей Тихоокеанской и перекрывающей Австралийскими плитами, внутри самих плит и, реже, вблизи внешнего подъёма Тихоокеанской плиты к востоку от желобов. С 1900 года в этом регионе было зарегистрировано 40 землетрясений с магнитудой 7,5+, в основном к северу от 30° южной широты. 29 сентября 2009 года к югу от Самоа, в 40 км к востоку от жёлоба Тонга, произошло одно из самых крупных за всю историю землетрясений (M8,1), в результате которого произошло цунами и погибло по меньшей мере 180 человек.
Через северную котловину Фиджи и к западу от островов Вануату австралийская плита снова уходит в восточном направлении под Тихоокеанскую плиту у северного Новогебридского жёлоба. В южной части этого жёлоба, к востоку от островов Луайоте, граница плиты изгибается на восток и переходит в океаническую трансформную структуру, аналогичную имеющейся в северной части Тонга.
Скорость конвергенции Австралийской и Тихоокеанской плит увеличивается к северу в пределах от 80 до 90 мм/год вдоль северного Новогебридского жёлоба, но скорость Австралийской плиты увеличивается за счёт расширения в задней дуге и в северной котловине Фиджи. Распространение задней дуги происходит со скоростью 50 мм/год вдоль большей части зоны субдукции, за исключением области в районе 15° южной широты, где хребет Д’Антркасто пересекает жёлоб и вызывает локализованное сжатие 50 мм/год в задней дуге. Следовательно, скорость субдукции Австралийской плиты варьируется от 120 мм/год в южной части северного Новогебридского жёлоба, до 40 мм/год в районе Д’Антркасто, и до 170 мм/год в северной части жёлоба.
Сильные землетрясения распространены вдоль северного Новогебридского жёлоба и имеют механизмы, связанные с субдукционной тектоникой. Иногда случайные ударные землетрясения происходят вблизи субдукции хребта Д’Антркасто. В пределах зоны субдукции с 1900 года было зарегистрировано 34 землетрясения магнитудой 7,5+. 7 октября 2009 года произошло сильное землетрясение (M7,6) в северной зоне субдукции Новых Гебридских островов, а вслед за ним, через 15 минут, последовало ещё более сильное землетрясение (M7,8) в 60 км к северу. Вполне вероятно, что первое землетрясение спровоцировало второе, то есть произошло так называемое землетрясение-«дублет».